# Prinsesse Thyra Ø
Prinsesse Thyra Ø är en ö i Avannaarsua på Grönland. Dess yta är 295 km2. Den hade inga invånare år 2005.